# Wilhelm Zit
Wilhelm Josef Zit (* 25. Juni 1874 in Viktring, Kärnten; † 15. März 1908 in Wien) war ein Militär- und Berufsmusiker.

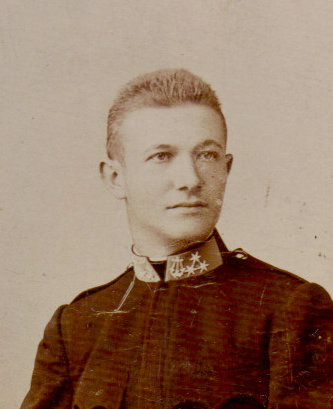
Wilhelm Josef Zit

## Leben
Wilhelm Josef wurde als ältester Sohn des Wenzel Zit geboren. Laut seinem militärischen Haupt-Grundbuchblatt assentierte er freiwillig am 20. Oktober 1891 zum Infanterieregiment Nr. 84. Es folgte die Beförderung bis zum Titular-Feldwebel. Im Jahr 1896 wurde er zur Dienstleistung an das bosnisch-herzegowinische Infanterieregiment Nr. 4 überstellt. Es erfolgte schließlich die Rückkehr zum IR 84 und 1899 die Überstellung zum Infanterieregiment Nr. 4 Hoch- und Deutschmeister – vom Titularfeldwebel zum Feldwebel und Regimentstambour übersetzt.

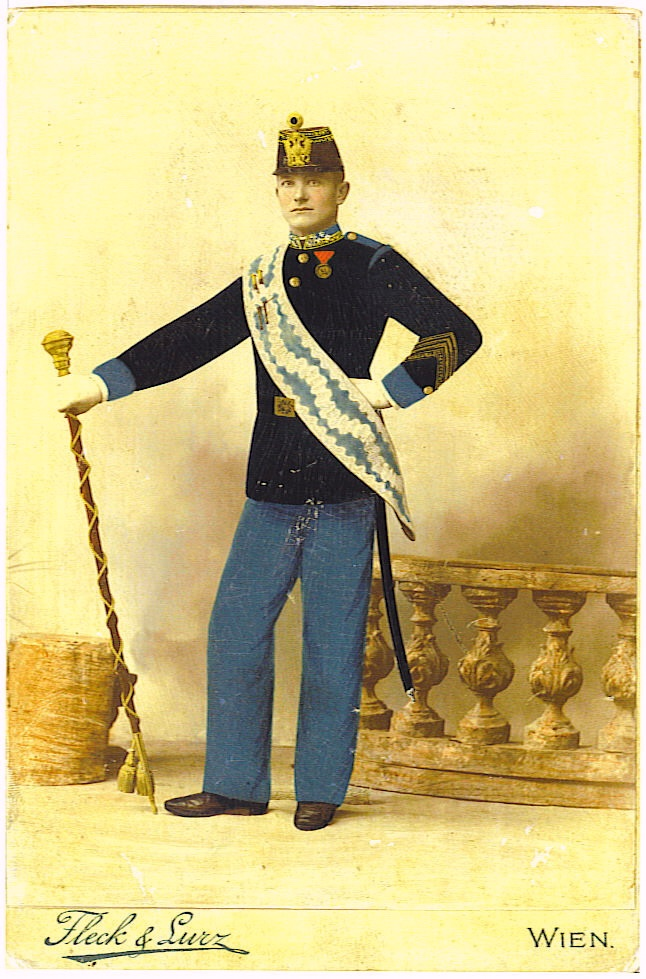
Wilhelm Josef Zit als Regiments-Tambour (nachträglich koloriert um 1970)

Im März 1900 fand in der Gartenbaugesellschaft ein Abschiedsfest statt. Ausgerichtet hat diese Fest die Regimentskapelle des IR 4 – da die Deutschmeister im Herbst nach Mostar (Hauptstadt der Herzegowina) verlegt werden sollten. Die Kapellmeister Franz Lehár, Scharff, Wenzel Zit und Wilhelm Wacek (* 1864; † 1944) nahmen an dem Fest teil – der Präsident des Comitees war Feldwebel Wilhelm Zit. Er eröffnete den Tanz mit Lady-Patronesse Frau Steinhausen (seine Schwester Rosina Albine war ebenfalls im Eröffnunscomitee).
1901 erfolgte die Überstellung in das nicht aktive Reserveverhältnis zum K.k. Landwehr  Infanterieregiment Nr. 1. Am 31. Dezember 1903 erfolgte die Entlassung aus dem Landwehrverbund. Im gleichen Jahr heiratete er Anna Matlak – es kam 1904 sein Sohn Wilhelm Leopold und 1906 seine Tochter Anna zur Welt.
In den folgenden Jahren musizierte er meist mit bzw. in der Kapelle seines Vaters der Ersten Wiener Radfahrerkapelle. Am 23. April 1898 fand bei Gschwandner die Gründungs-Liedertafel des Sängerbundes „Graphia“ statt – unter Mitwirkung der Wiener Radfahrer Kapelle W. Zit. Herr W. Zit jun. blies auf seinem Flügelhorn ein Lied von Martha von Leoben.
So wird z. B. in der Ankündigung des Monstre – Konzertes seines Vaters am 5. Jänner 1904 in der Katharinenhalle der Auftritt der Piston – Virtuosen Willi Zit und Tyle erwähnt.
Das Illustrirte Wiener Extrablatt schreibt über das Benefiz – Monsterkonzert für seinen Vater, dass neben den Dirigenten Franz Lehàr und Karl Konzak u. a. auch Zit jun. dirigieren wird. Zit jun. und Tyle werden Flügelhornsoli zu Liedern, welche erstmals vorgetragen werden, spielen.
Für Ostersonntag und Ostermontag wird eines der zahlreichen Monstre – Konzerte in der Katharinenhalle angekündigt. Neben Musikdirektor W. Zit sind auch die Virtuosen Tyle und Zit jun. erwähnt.
Am Sonntag 16. April 1904 feiert der bestens bekannte Männerchor „Welt – Blatt“ seinen zehnjährigen Bestand unter freundlicher Mitwirkung des Flügelhornvirtuosen W. Zit jun. und der Wiener Radfahrerkapelle W.Zit.
Gleichzeitig war er Amtsdiener der Österreichisch-Ungarischen Bank.
Er starb nach längerer Krankheit am 15. März 1908 in Wien in der Rudolfstiftung.

## Werke
Kompositionen von Wilhelm Zit (nur wenige Kompositionen nachweisbar)	
- Auf zum Weigel (Marsch) – erschienen bei Eberle -392 / erwähnt bei Pazdirek[9] / 1899 in den Musikalienschätzen Nr. 25
- Mir träumte vom Liebchen (Lied) – ebenfalls bei Pazdirek
- Vertraue dich dem Licht der Sterne (Lied) – ebenfalls bei Pazdirek